# ラオパサ

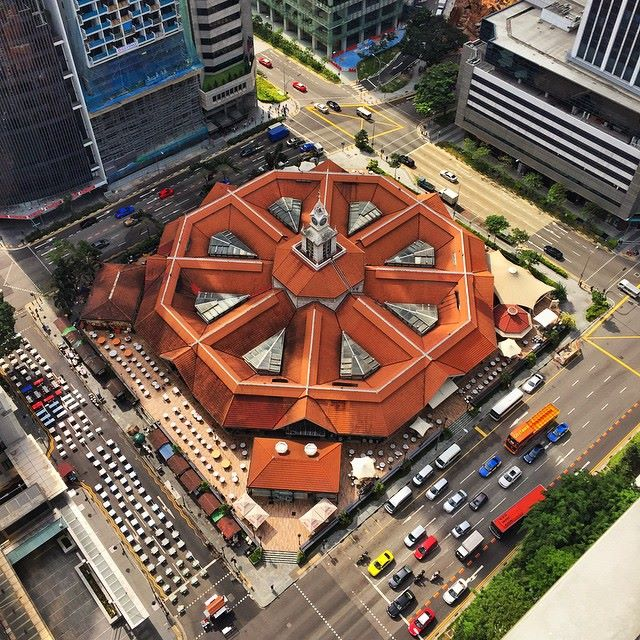
上空から見たラオパサ

- ラォパサ
- ラウパサ
- テロック・エア・マーケット
- テロック・アヤー・マーケット

ラオパサ（英: Lau Pa Sat）、または、テロック・アヤ・マーケット（英: Telok Ayer Market）とは、シンガポールのセントラル・エリア内、ダウンタウン・コアに所在する歴史的建造物である。1824年に植民地時代初期のシンガポールにおけるウォーターフロントの魚市場として建設された後、1838年に再建された。その後、1894年に現在の場所へ移転し、現在は郷土料理を提供するフードコートの屋台が立ち並んでいる。

## 語源
テロック・アヤ・マーケット（マレー語: Pasar Telok Ayer、中国語: 直落亚逸巴刹）は、テロック・アヤ・ベイにちなみ名付けられた。マレー語の「テロック・アヤ（Telok Ayer）」は「湾の水」を意味し、1879年に埋め立て工事が開始されるまで、テロック・アヤ・ストリートは、湾に沿って敷設された海岸道路であった。
ラオパサ（中国語: 老巴刹、拼音: Lǎo Bāshā）は、中国語のシンガポール方言で「古い市場」を指す言葉である。老（Lau）は古いことを示し、巴刹（Pa Sat）は、ペルシア語からの借用語でマレー語ではPasarと綴る、バザールを指す言葉の閩南語表記である。テロック・アヤ・マーケットは、シンガポールで最も古い市場の1つであり、エレンボロー・ストリート沿いにエレンボローマーケットと呼ばれる新たな市場が建設され、地元の人々から「新しい市場」（英: Sin Pa Sat、マレー語: Pasar Baru）として有名となったことから、対照的に「古い市場」を指すラオパサという名称が定着した。

## 歴史

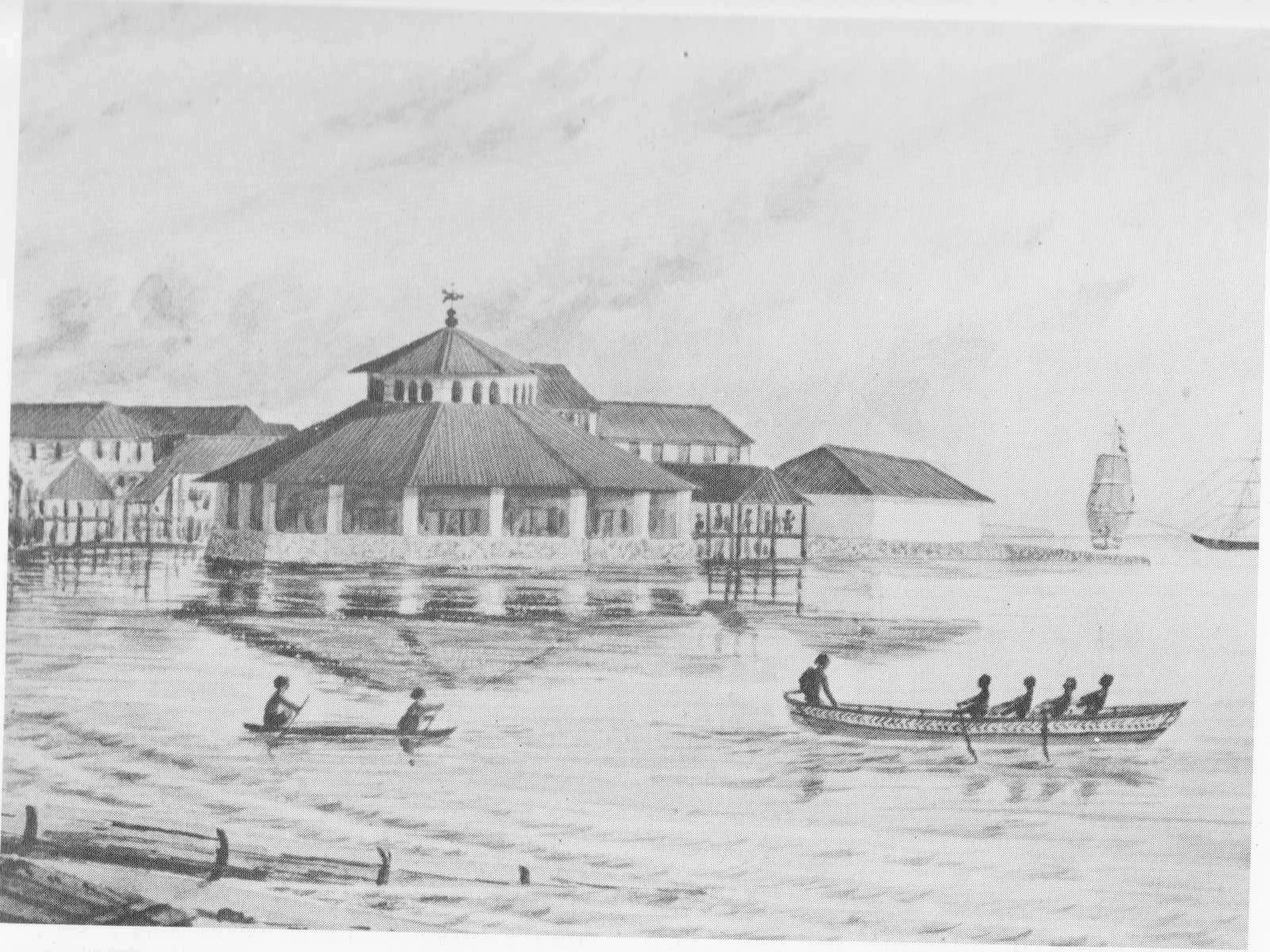
1847年、ジョン・ターンブル・トムソンによる古いテロック・アヤ・マーケットの絵画

シンガポールで最初の市場となる魚市場は、マーケットストリートの北端に近い、シンガポール川の南岸に位置していた。1822年11月4日にトーマス・ラッフルズの都市開発計画により、魚市場のテロック・アヤへの移転が指示された。
1823年、警察署長フランシス・ジェームズ・バーナードの監督の下、テロック・アヤ・ベイのマーケットストリートの南端において、テロック・アヤ・マーケットの建設が始まった。市場は木材とニッパヤシで建設され、1824年にオープンした。
市場は、一部が海へ突き出した桟橋を持つ構造で、廃棄物を海へ投機したり、水産物をボートから直接積み降ろしすることが可能な構造となっていた。しかし、完成した建物は、基礎に使用された杭の強度不足が判明し、交換を行う必要が生じるなどの構造的な欠陥を抱えていた。ニッパヤシで作られた屋根も、火災の法規制により、後に瓦に置き換えられた。ところが、今度は瓦の重量を支え切れないため、建物が崩壊の危機に瀕し、1827年には法規制を無視して、ニッパヤシに戻さなければならなかった。こうして改修を重ねてはいたものの、1830年には「非常に危険な状態」にあると判断され、使用が禁止された。
1836年、建築家ジョージ・ドラムグール・コールマンにより、同じ場所に新たな市場の建設が開始され、1838年に完成した。エントランスに装飾された柱を備えた、八角形の建物で、旧市場の2倍の面積を持ち、建物の内部と外部にドラムと呼ばれる円筒状の部分が構成され、外側のドラムのコロネードは市場を日差しや雨から守りつつ、光を取り込む構造であった。しかし、新たな建物もモンスーンや海に晒される環境により、建設直後より安全性が危惧され、以前の建物と同様に修復が必要となった。1841年、建築請負業者デニス・マクスウィニーの監督の下、建物の片側を拡張、細長いオープンシェッドが増築され、新たな魚市場が建設された。その後も増築を重ね、八角形の建物を構成する2つの壁から、ほぼ平行に伸びる形となった。この構造は、建物の東に面する海からのうねりや波しぶきから、市場の主要な建物を守る防波堤として機能し、長年にわたる安全性への懸念にもかかわらず、都市開発により取り壊されるまでの40年余り、市場として機能し続けた。

### 移転

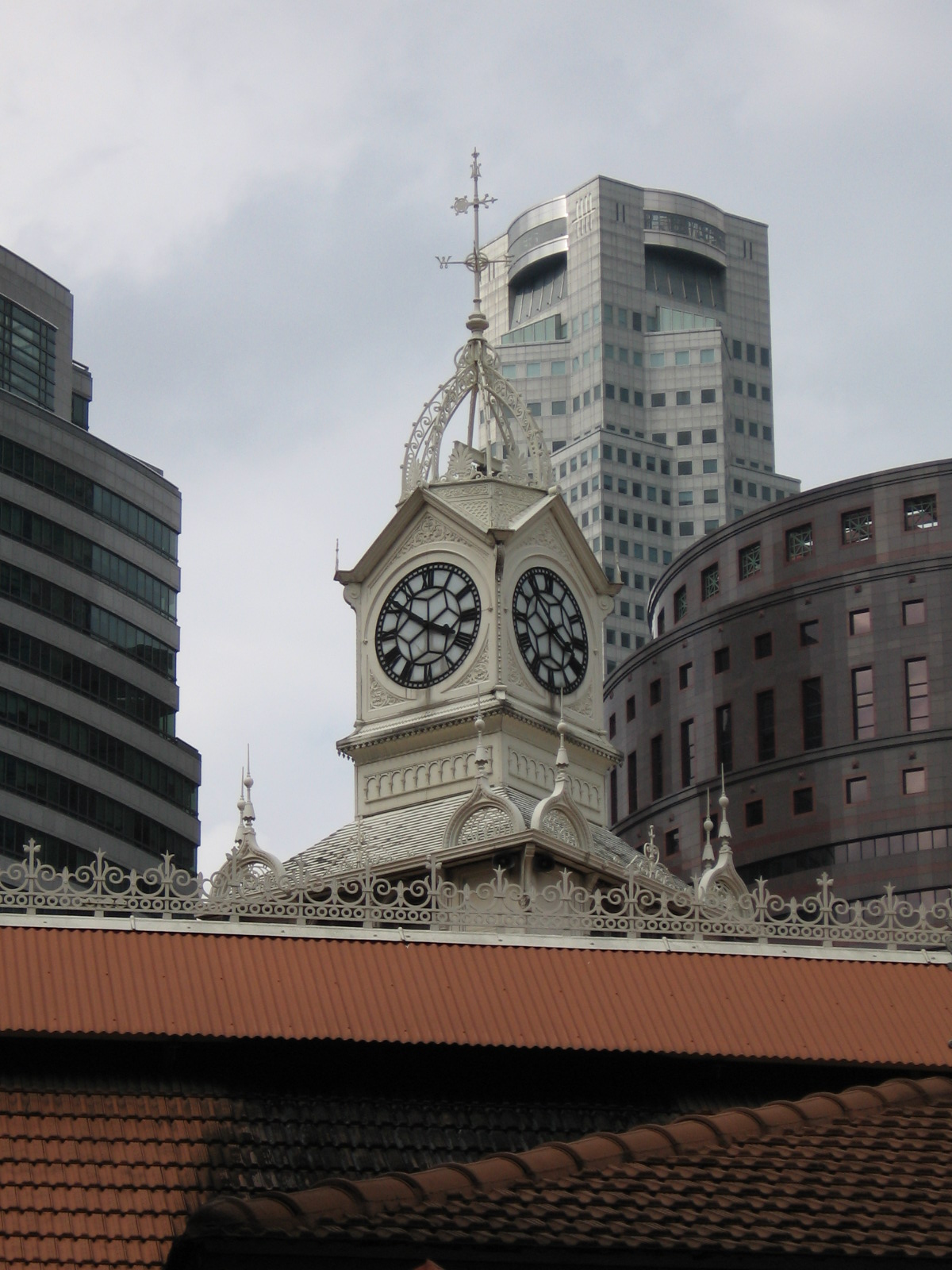
テロック・アヤ・マーケットの時計塔

1879年、現在のロビンソン・ロード周辺の土地開発のため、テロック・アヤ・ベイの埋め立てが始まり、工事への支障があったため市場は移転を余儀なくされた。1890年に現在の場所が割り当てられ、新たな市場の建設が進められた。1894年3月1日、市場の完成が認められ、マーケットストリートが新しい市場まで延伸された。新しい建物は、都市技術者であるジェームズ・マクリッチによって設計され、建築面積は55,000平方フィートに及んだ。建物のデザインは、以前のイメージを残すため、コールマンが設計した八角形のデザインを取り入れ、建物を支える柱には、1868年に建設されたカベナ橋でも使用した、グラスゴーのP&Wマクレラン社製の鋳鉄が採用された。また、屋根の中心には時計塔が建設され、その直下に当たる市場の中心部分には鋳鉄製の噴水が設置された。

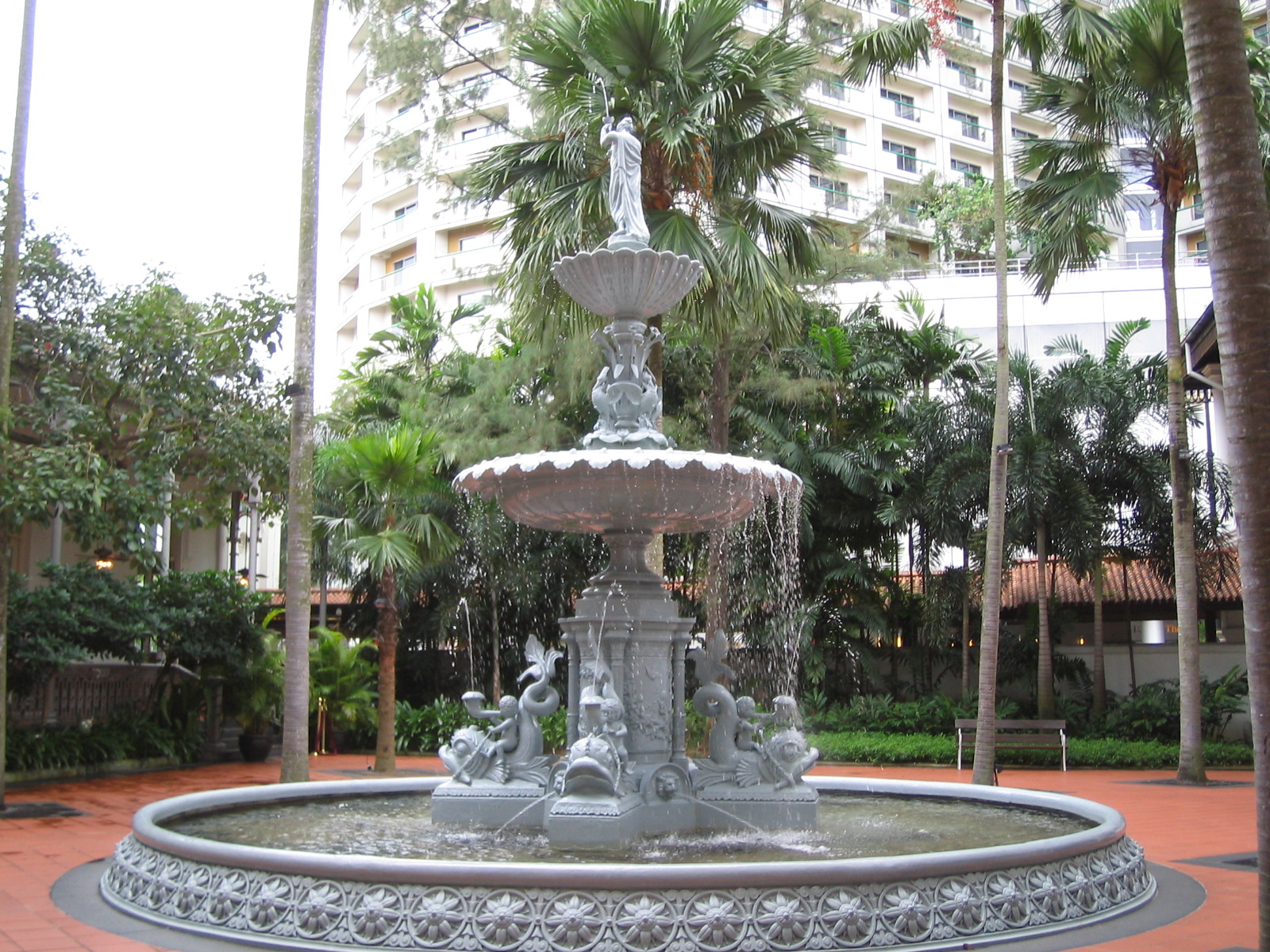
ラッフルズ・ホテルのパームガーデン中央にある鋳鉄製の噴水。元々はテロック・アヤ・マーケットの中心に設置されていた。

この噴水は、1902年にオーチャード・ロード・マーケットの近くへ移設され、その後、1930年にカトンのグランドホテルに移され、解体された後、公の場から姿を消したものの、1989年にラッフルズ・ホテルの修繕担当者が発見、復元し、ラッフルズ・ホテルのパームガーデンの象徴となっている。

### ホーカーセンター
1970年代初頭には、テロック・アヤ・マーケットの周辺は、ラッフルズ・プレイスをはじめとする、シンガポールの主要な商業、金融地域が形成され、ウェットマーケットには適さない地域だと見なされるようになり、1972年にホーカーセンターへと用途が転換されることとなった。また、翌年の1973年6月28日、テロック・アヤ・マーケットの建造物は、その歴史的、建築的な価値から国定記念物として公示された。
1986年、マス・ラピット・ドランジットのトンネル工事のため、一時的に解体され、再建後の1989年にフェスティバル・マーケットとして再開するとともに、正式名称を「ラオパサ」へと変更した。

## ギャラリー

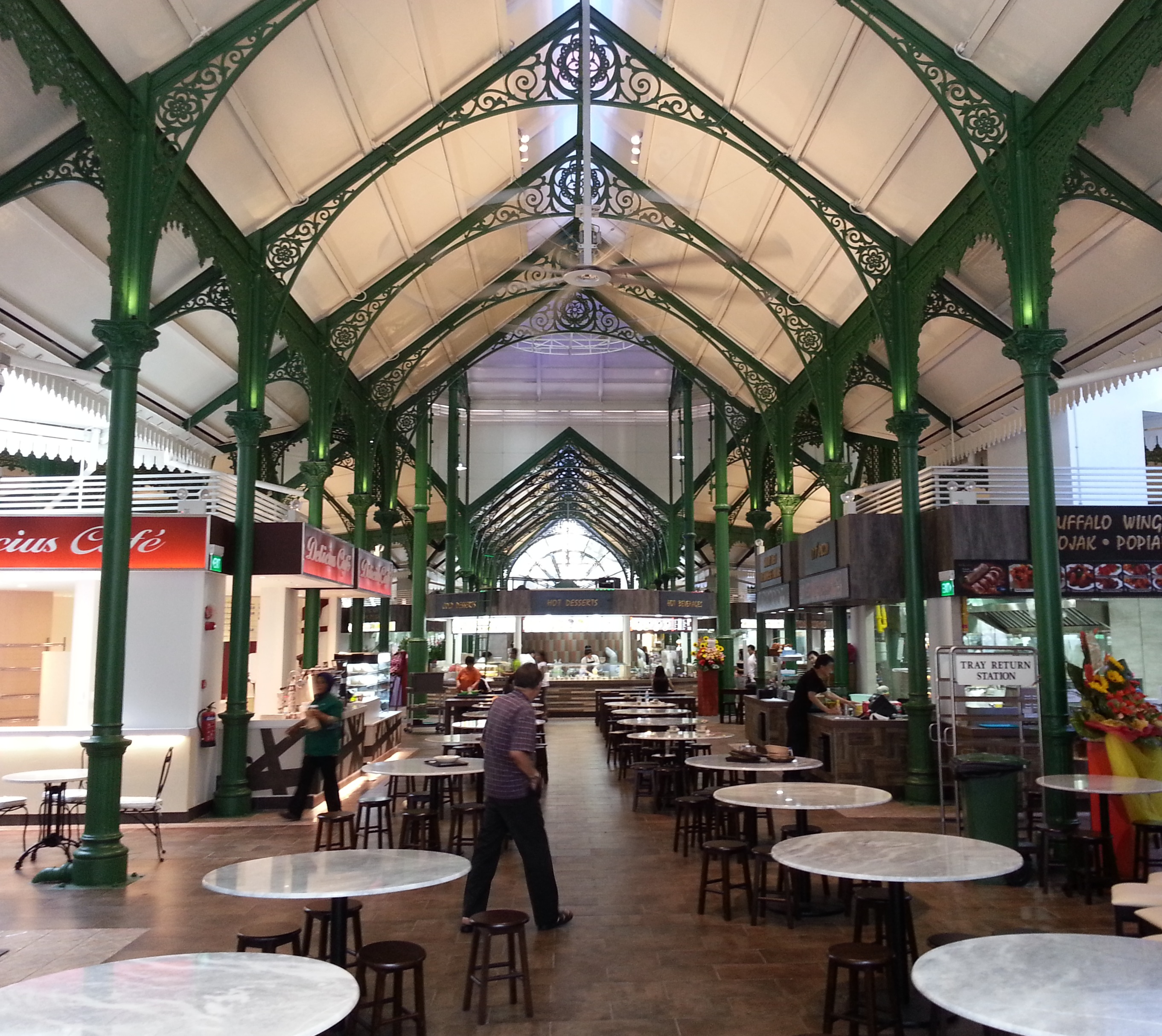
内観
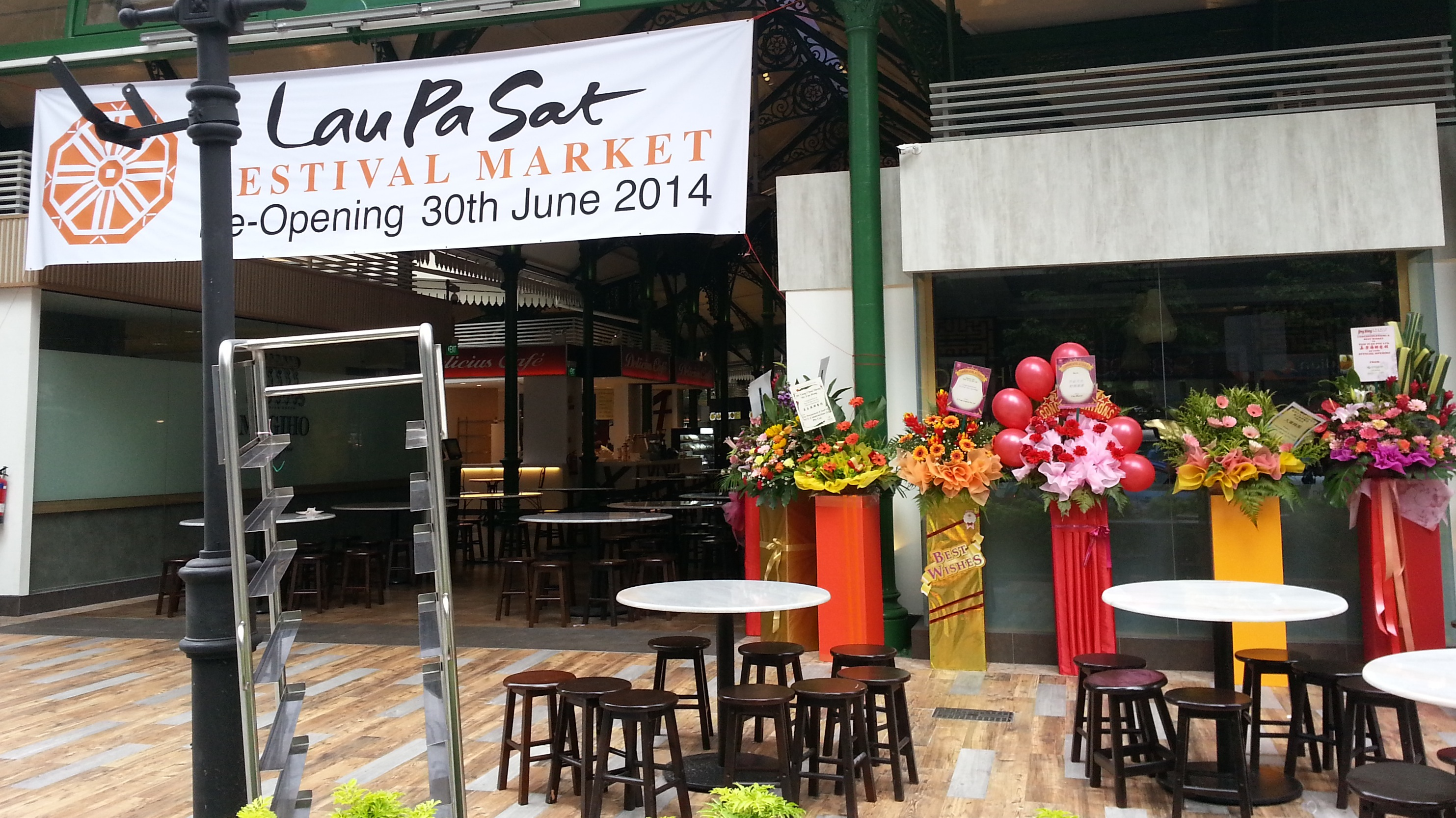
フードコート
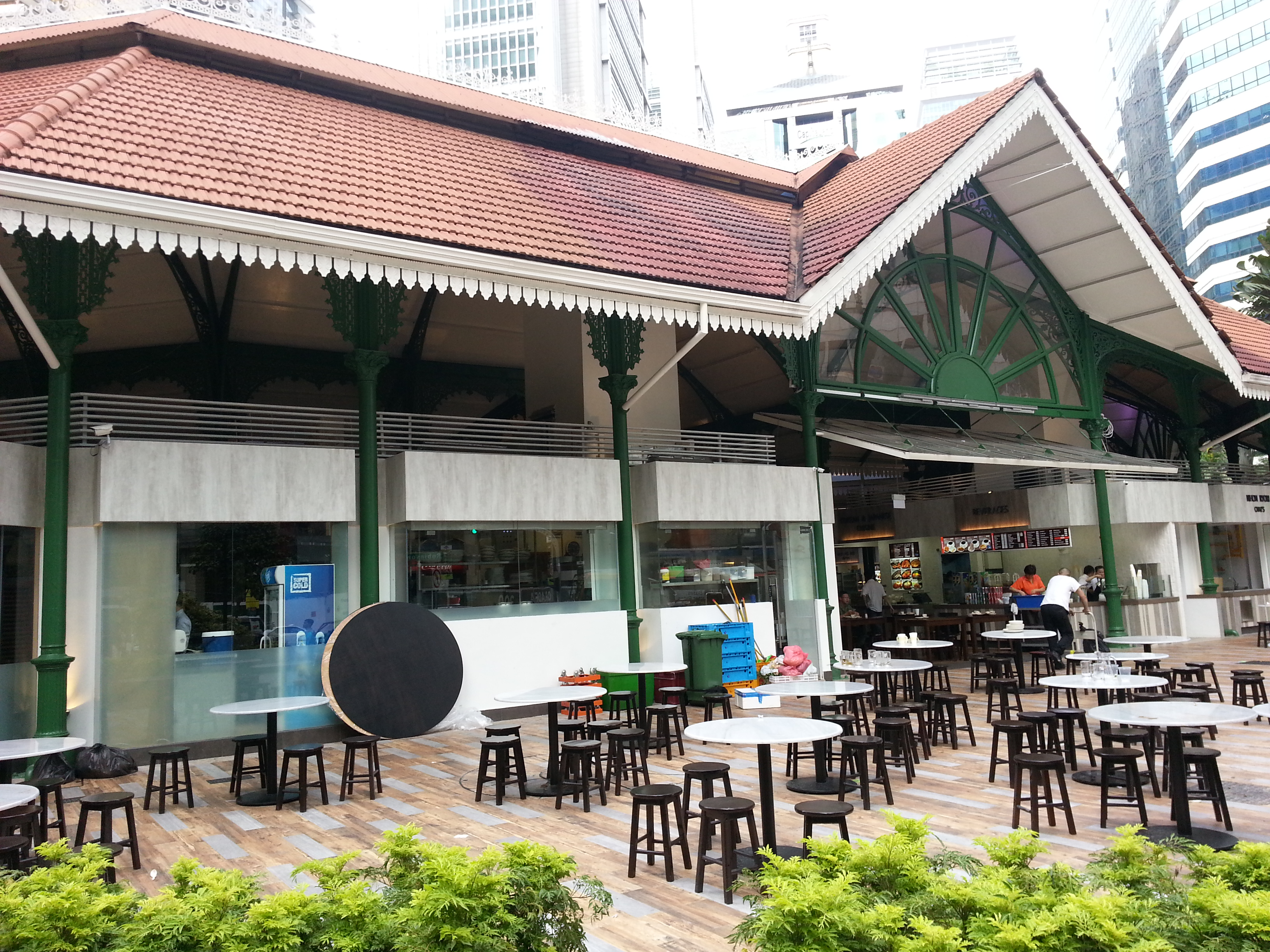
屋外テーブル席
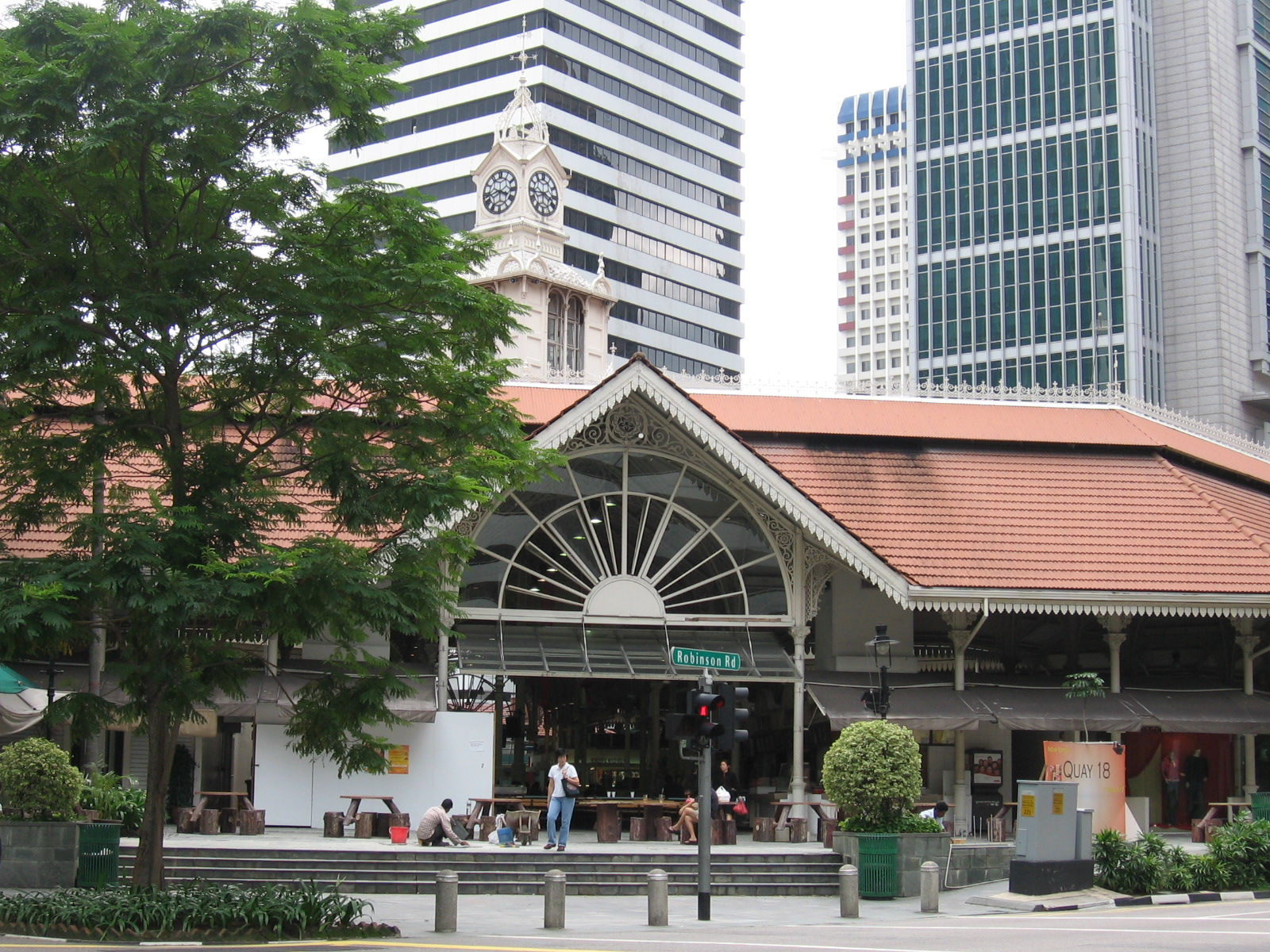
ラオパサの入り口
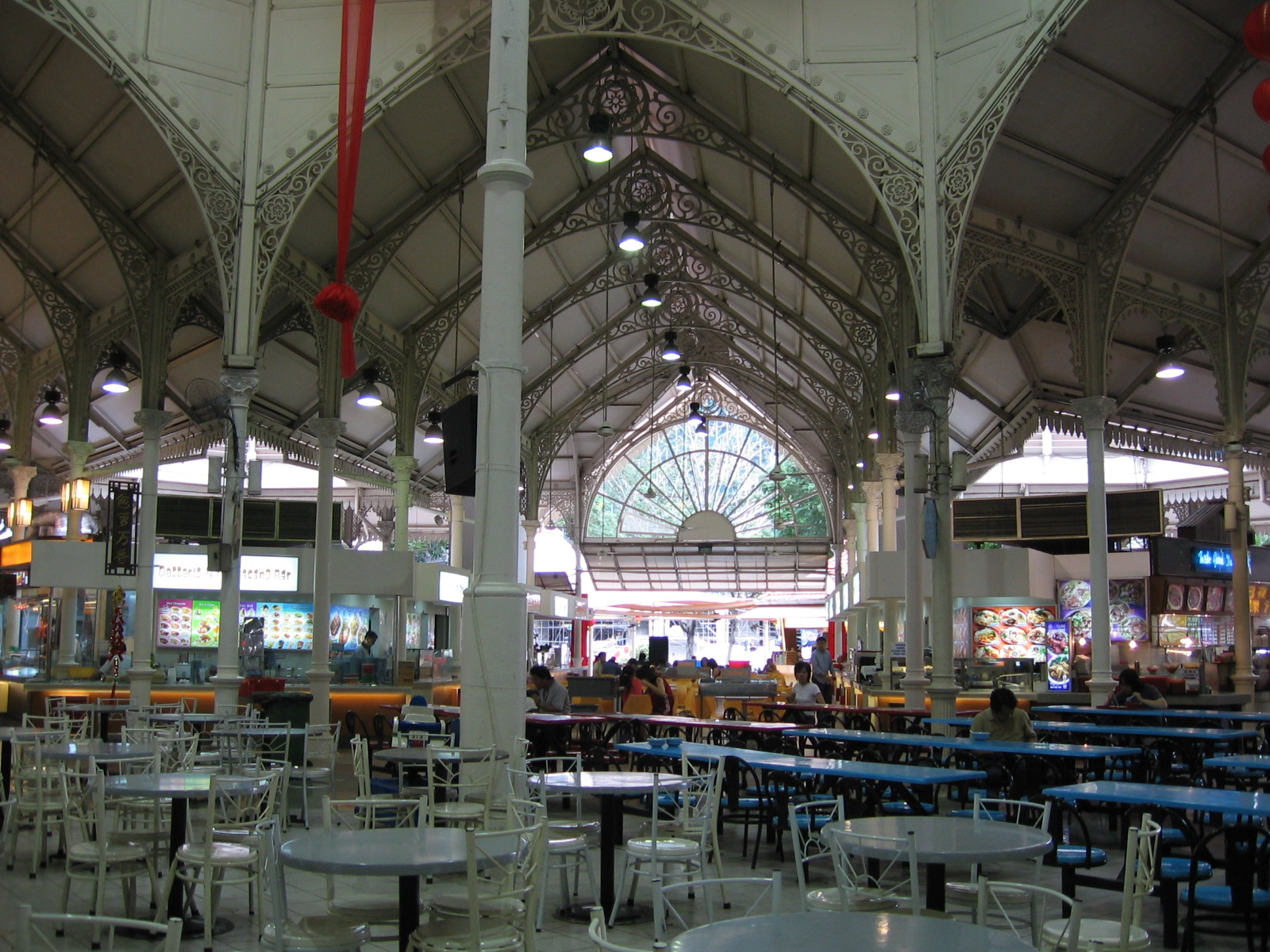
ヴィクトリアン様式の柱や内装